# Santa Reparata

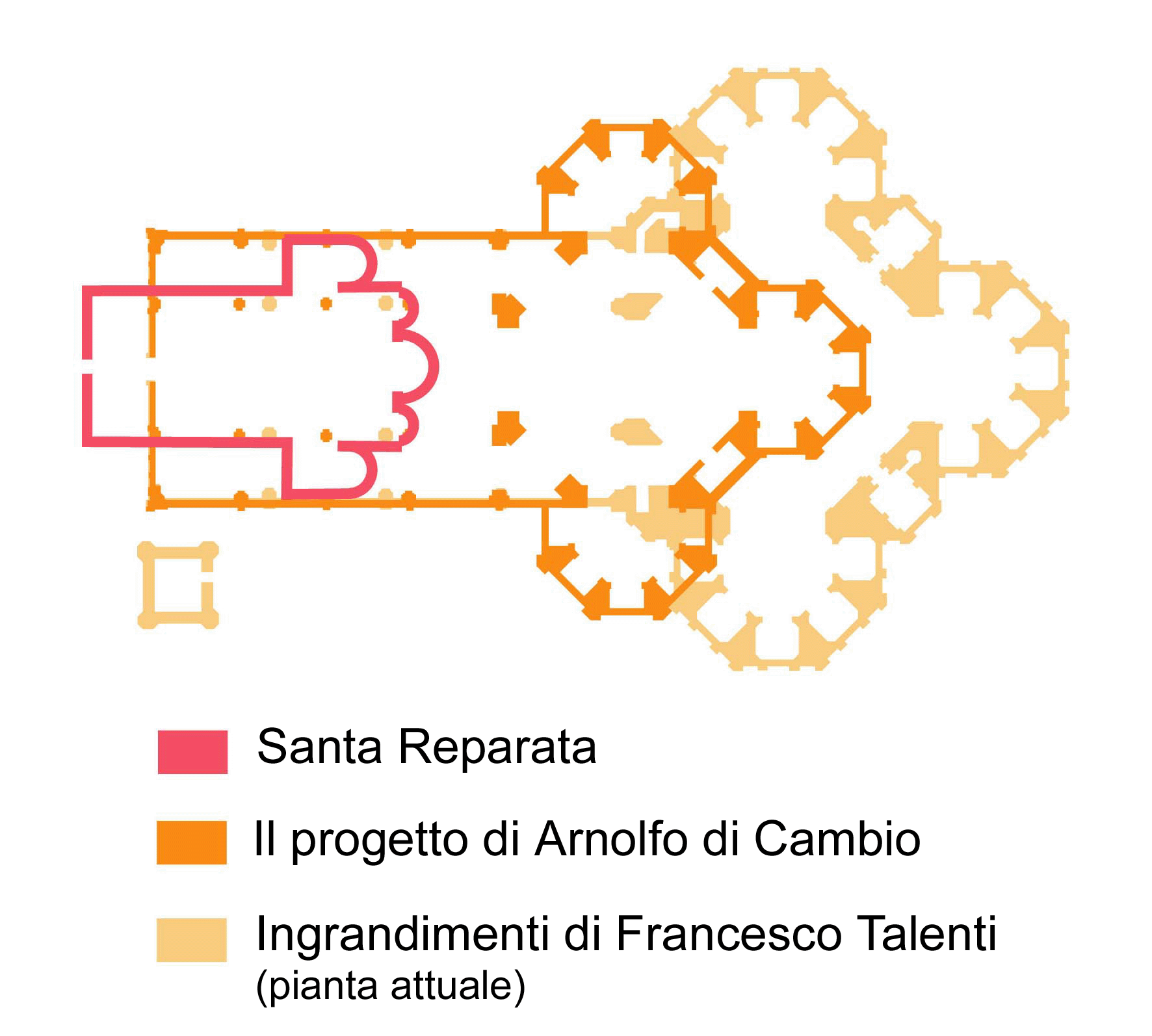
A Santa Reparata templom alaprajza (pirossal), mely fölé-köré a Dóm épült.

A Santa Reparata Firenze egykori katedrálisa, melyet a 4–5. században építettek egy római domus romjain. Helyén ma a Firenzei dóm áll. A templom a nevét egy Cesareában mártírhalált halt lányról kapta.
Három hajóból, melyeket oszlopok választottak el egymástól, és egy apszisból állt. A bizánci háborúk során lerombolták, de a 7. és a 9. század között újjáépítették, bár kissé megváltoztatva: két oldalkápolnát csatoltak hozzá és a kolonnádokat négyszögletesre cserélték, pilléres oszlopokkal.

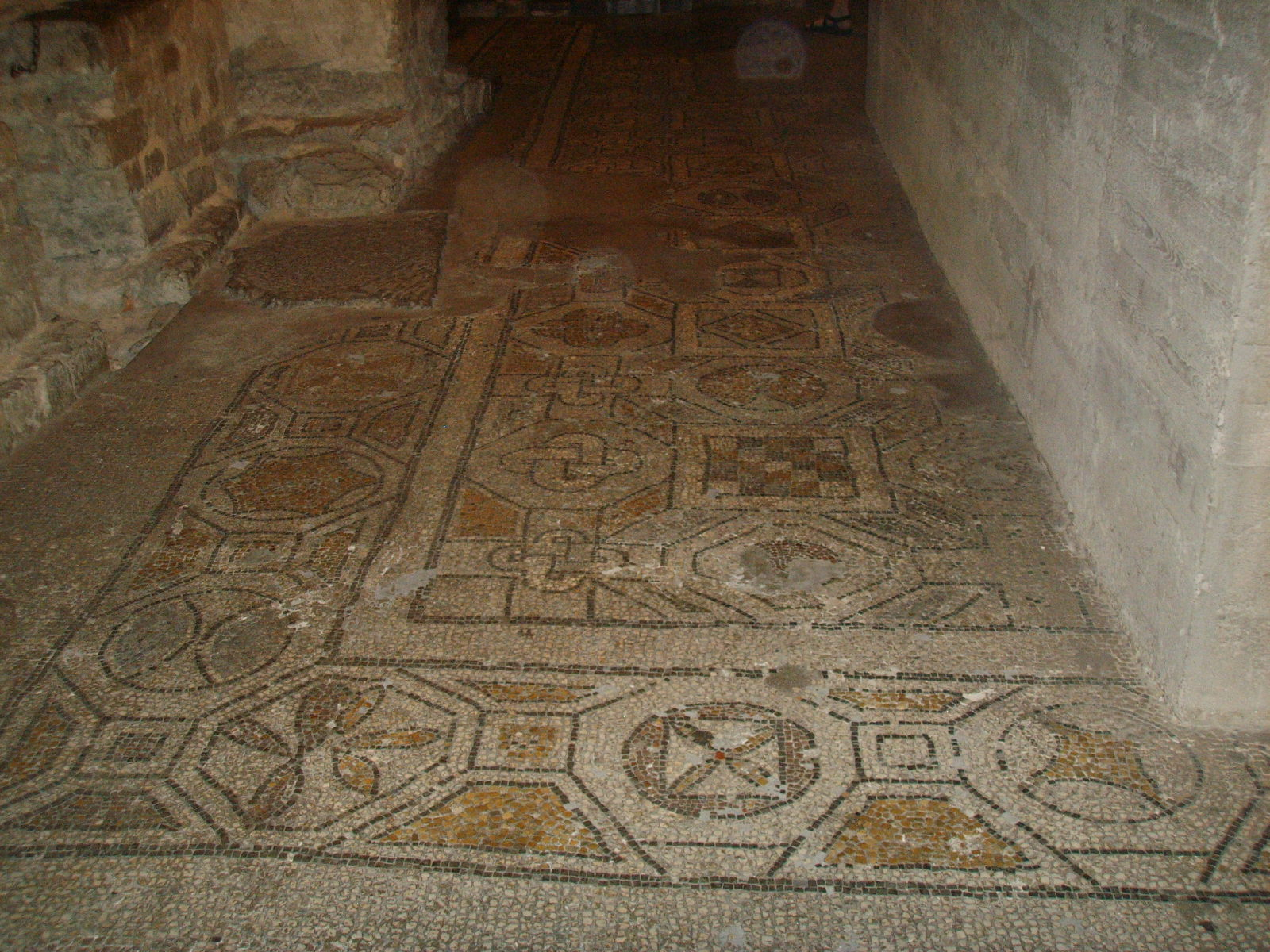
Mozaik-padló részlete

1000 és 1100 között kriptát nyitottak az apszis felőli részen, és létrehoztak egy magasított karzatot is, kívül pedig két harangtornyot emeltek az apszis mellett.
A firenzei Dóm ennek a templomnak a helyén épült, pontosabban szinte a templom köré építették, így a Santa Reparata lebontására csak 1375-ben került sor.
1966-ban, amikor a Dóm padlózatát restaurálták, a régészek feltárták a templom romjait. Lent tágas helyiség van, mely jelenleg a Dóm jobb oldali hajójának első és második oszlopa közötti lejáraton át közelíthető meg. A helyiséget Morozzi építész állította helyre, benne az egykori freskók töredékei, néhány prelátus és közéleti személyiség sírköve valamint a Dóm kupoláját építő Filippo Brunelleschi sírhelyét jelölő tábla, és a mozaik- ill. vöröstégla-padlózat maradványai láthatóak.
A Santa Reparata templomban volt eltemetve többek között II. Miklós pápa és Itáliai Konrád.